# Tiaropsidium mediterraneum
Tiaropsidium mediterraneum is een hydroïdpoliep uit de familie Tiaropsidae. De poliep komt uit het geslacht Tiaropsidium. Tiaropsidium mediterraneum werd in 1886 voor het eerst wetenschappelijk beschreven door Metschnikoff. 